# Asociación Pro Derechos Humanos
La Asociación Pro Derechos Humanos (Aprodeh) es un colectivo de personas comprometidas con la vigencia de los derechos humanos en el Perú, organizado bajo la forma de asociación civil sin fines de lucro. Surgió en 1983 como una iniciativa de apoyo al trabajo parlamentario, ante la necesidad de dar respuesta a las violaciones de los derechos humanos en el contexto de la guerra generada por el terrorismo en el Perú. Se encarga de defender los derechos humanos.
Aprodeh forma parte de diferentes redes preocupadas por la defensa de los derechos humanos de algunas personas como son: la Coordinadora Nacional de Derechos Humanos (CNDDHH), la Federación Internacional de Derechos Humanos (FIDH) y SOS Torture. Se relaciona también con el estado peruano y sus instancias políticas y militares. No sólo denuncia las violaciones que se cometen sino también busca establecer mecanismos de diálogo y propuesta.
En 2008 recibió la mención especial del Premio Internacional de Derechos Humanos de la República de Francia.

## Publicaciones
- Asociación Pro Derechos Humanos (Aprodeh); Broederlijk Delen; Colectivo de Abogados José Alvear Restrepo (Cajar); Centro de Documentación e Información Bolivia (Cedib); Comisión Ecuménica de Derechos Humanos (Cedhu) (2018). Informe sobre Extractivismo y Derechos en la Región Andina: Abusos de poder contra defensores y defensoras de los derechos humanos, del territorio y del ambiente. Bogotá, La Paz, Lima, Quito y Bruselas.